# 石原將市
石原 將市（いしはら しょういち、1950年11月21日 - ）は、日本の電気化学者。大阪工業大学工学部電気電子システム工学科元教授。工学博士（大阪府立大学）。日本液晶学会2018-2019会長。電気学会有機分子素子工学への展開に関する調査専門委員会2000-2002委員。元日本化学会ディビジョン#21幹事。 
専門は電気化学、電気電子材料工学・機能性デバイス（特に、液晶ディスプレイ・有機エレクトロニクス）。

## 略歴
1973年、名古屋工業大学工学部卒業。マサチューセッツ工科大学大学院高等工学研究所ASP修了。
松下電器産業（現：パナソニック）、シャープ研究開発本部にて液晶ディスプレイの開発に長年従事し、2000年に大阪府立大学より工学博士の学位を取得。
2010年、大阪工業大学工学部電気電子システム工学科に着任、同学科教授。
2021年、同大学を退官。同大学院教授も務めた。大阪工業大学工学部電気電子システム工学科で10年以上に渡り教鞭を執り、特に電気化学における電気電子材料工学・機能性デバイスの研究育成に取り組んだ。

## 所属学会
- 電気学会
- 日本化学会
- 応用物理学会
- 日本液晶学会
- 国際液晶学会

ほか

## 受賞
- 第17回国際液晶学会ポスター賞（1998）
- 日本液晶学会論文賞（2012）
- 日本液晶学会賞（著作賞 2022）[6]

## 主な研究
- 液晶・有機電気光学材料の設計・作製および評価：電気化学
- 高密度a-Si TFT LCDを用いた液晶投写型テレビ
- 高速・広視野角を有する新規横電界VAモード - シャープとの共同研究[7]
- コレステリック液晶を用いたガスセンサの開発
- TV用大型パネルにおける技術進展について